# Circonscription de Macarthur
La circonscription de Macarthur est une circonscription électorale australienne située dans l'État de Nouvelle-Galles du Sud. Elle est se trouve au sud-ouest de Sydney et comprend le quartier sud de Campbelltown, toute la zone d'administration locale de Camden et une petite partie du comté de Wollondilly.
Elle a été créée en 1949 et porte le nom de John Macarthur, un pionnier de la production de laine et de sa femme. Elle a changé régulièrement de main.

## Députés
| Nom              | Parti        | Période de mandat |
| ---------------- | ------------ | ----------------- |
| Jeff Bate        | Libéral      | 1949–1972         |
| Jeff Bate        | Indépendant  | 1972–1972         |
| John Kerin       | Travailliste | 1972–1975         |
| Michael Baume    | Libéral      | 1975–1983         |
| Colin Hollis     | Travailliste | 1983–1984         |
| Stephen Martin   | Travailliste | 1984–1993         |
| Chris Haviland   | Travailliste | 1993–1996         |
| John Fahey       | Libéral      | 1996–2001         |
| Pat Farmer       | Libéral      | 2001–2010         |
| Russell Matheson | Libéral      | 2010–2016         |
| Mike Freelander  | Travailliste | 2016–en cours     |